# حاسوب عصوي

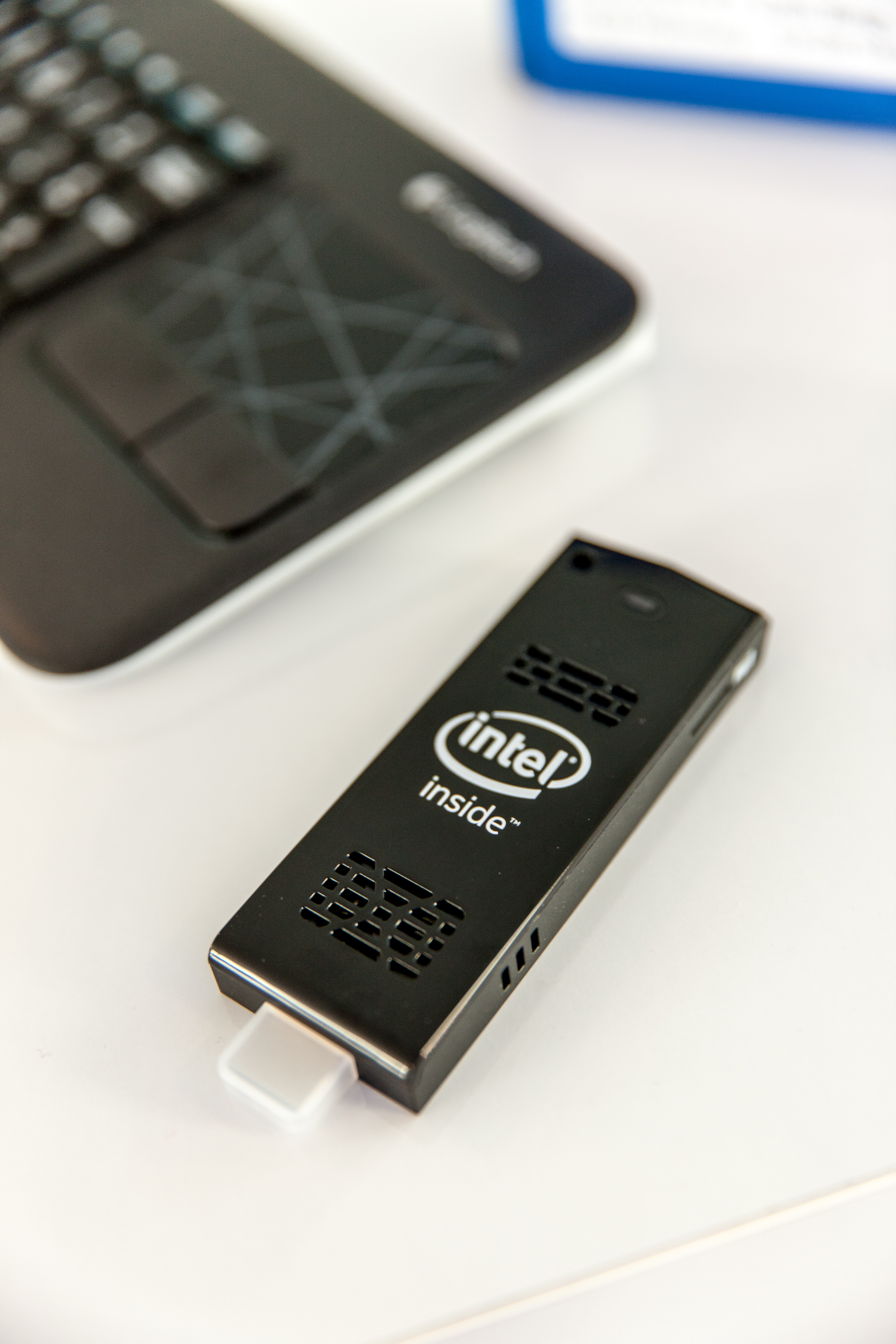
حاسوب علي عصا من أنتل

الحاسوب العصوي (بالإنجليزية: Stick PC)‏ هو حاسوب أحادي اللوحة في غلاف صغير ممدود يشبه العصا، والذي يمكن توصيله مباشرة (بدون كابل) بمنفذ فيديو واجهة متعددة الوسائط عالية الوضوح (HDMI).
يحتوي على وحدات معالجة مركزية مستقلة أو شرائح معالجة ولا يعتمد على جهاز كمبيوتر آخر. لا ينبغي الخلط بينه وبين أجهزة التخزين السلبية مثل وحدات الذاكرة الفلاشية رغم تشابه شكلهم.
يمكن توصيل الحاسوب علي عصا بجهاز أخر مثل شاشة الحاسوب أو تلفزيون أو سينما منزلية.

## التاريخ

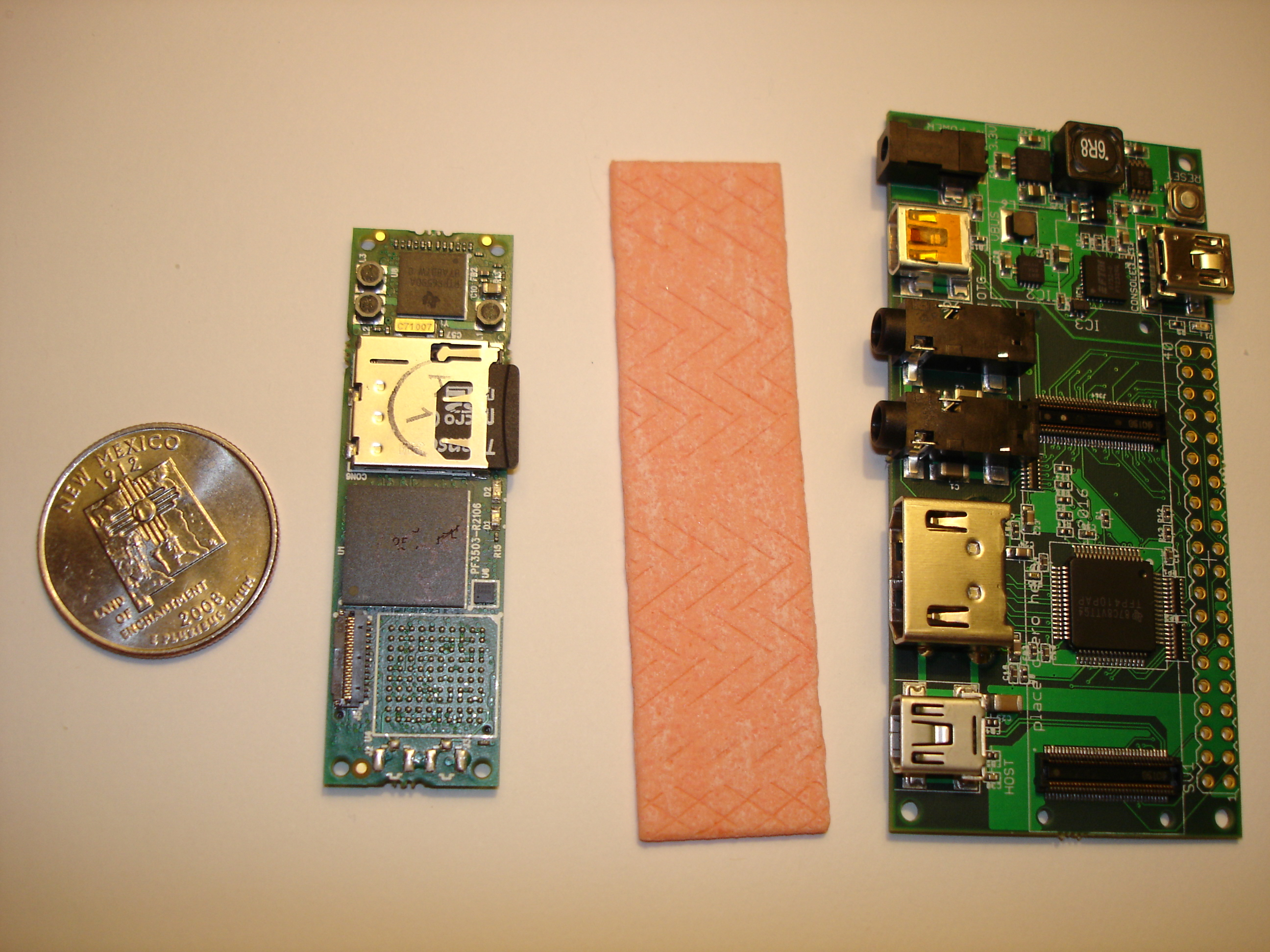
الفكرة وراء إنشاء حاسوب العلكة (على اليسار): حاسوب في حجم العلكة.

قُدِّم الحاسوب العصوي للمرة الأولى عام 2003.
استخدم جومستكس ، الذي ظهر أيضا في نفس العام ، نظام بنية أية أر أم على شريحة و نواة لينكس 2.6.
كان من الممكن تثبيت ويندوز سي أي على هذه العصا. وقد استند إلى فكرة صنع جهاز كمبيوتر مشابه في الحجم لجهاز عصا متوسط من العلكة .